# Waltham Abbey
Waltham Abbey är en stad i Waltham Abbey civil parish i Epping Forest i Essex i England. Orten har 19 123 invånare (2016).